# Kraińscy herbu Jelita
Kraińscy herbu Jelita – polska rodzina szlachecka.
Kraińscy, pieczętujący się herbem Jelita, pochodzili z woj. sieradzkiego, gdzie nazwisko wzięli od Krainki, z której się następnie pisali. Rodzina była bardzo rozrodzona, od XVII w. głównie na Rusi Czerwonej. Byli legitymowani przed Przemyskim i Trembowelskim Sądem Grodzkim oraz Sądem Ziemskim Lwowskim w latach 1782-1784 i Wydziale Stanów w latach: 1820, 1832, 1841 i 1845.

## Przedstawiciele rodu
- Edmund Kraiński (1804-1887) – kapitan Wojska Polskiego, powstaniec listopadowy
- Jerzy Kraiński (1920-2012) – marynarz, podchorąży Wojska Polskiego
- Krzysztof Kraiński (1556-1618) – kalwin, superintendent kościołów w Małopolsce, kaznodzieja w Lublinie, Opolu Lubelskim i Łaszczowie, pisarz religijny
- Maurycy Kraiński (1804-1885) – wicemarszałek Wydziału Krajowego Galicji
- Roman Cyriak Kraiński (1770-1840) – oficer wojsk austriackich, członek Stanów Galicyjskich
- Stanisław Kraiński (1905-1940)– kapitan Wojska Polskiego, ofiara zbrodni katyńskiej
- Wincenty Kraiński (1844-1924) – doktor praw, poseł na Sejm Krajowy Galicji.